# Peltophorum
Genre
Peltophorum est un genre de plantes dicotylédones de la famille des Fabaceae (légumineuses), sous-famille des Caesalpinioideae, originaire des régions tropicales d'Afrique australe, d'Asie du Sud-Est, d'Amérique du Sud et d'Australie, qui comprend une dizaine d'espèces acceptées.
Ce sont des arbres de taille moyenne à grande, à feuilles caduques, composées bipennées. Certaines espèces sont largement cultivées comme plantes d'ornement ou comme arbres d'ombrage. Certaines sont exploitées pour leur bois, comme bois d'œuvre (menuiserie, platelage, meubles) ou comme bois de chauffage. Les feuilles servent parfois de fourrage pour le bétail.

## Liste d'espèces
Selon The Plant List (24 décembre 2018) :
- Peltophorum acutifolium (J. R. Johnston) J. R. Johnston
- Peltophorum adnatum Griseb.
- Peltophorum africanum Sond.
- Peltophorum dasyrrhachis (Miq.) Kurz
- Peltophorum dubium (Spreng.) Taub.
- Peltophorum grande Prain
- Peltophorum linnaei Griseb.
- Peltophorum pterocarpum (DC.) K.Heyne
- Peltophorum racemosum Merr.
- Peltophorum venezuelense L.Cardenas & al.